# Metopimazyna
Metopimazyna (łac. metopimazinum) – organiczny związek chemiczny, lek o działaniu przeciwwymiotnym z grupy pochodnych fenotiazyny.

## Własności farmakologiczne i mechanizm działania
Metopimazyna jest antagonistą receptorów dopaminergicznych D2 w obrębie pola najdalszego mózgu. Działa ośrodkowo poprzez hamowanie ośrodka wymiotnego, a także obwodowo zmniejszając wrażliwość nerwów cholinergicznych. Słabo przenika barierę krew-mózg. Maksymalne stężenie w osoczu po podaniu doustnym osiąga po 30 minutach. Jest szybko metabolizowana przez przekształcenie grupy karbamoilowej do pochodnej kwasowej i wydalana w postaci zmetabolizowanej, głównie z moczem. Działa wybiórczo przeciwwymiotnie 150 razy silniej niż chloropromazyna.

## Wskazania
Nudności, wymioty. Przy nietolerancji na cytostatyki, tuberkulostatyki, antybiotyki i salicylany. Może być podawany doustnie, doodbytniczo lub dożylnie.

## Postacie handlowe
- Vogalene (czopki, ampułki, płyn)
- Nortrip

Obecnie żaden preparat nie jest dopuszczony do obrotu na terytorium Polski.